# Raków (gemeente)
De gemeente Raków is een landgemeente in powiat Kielecki (Święty Krzyż). De gemeente bestaat uit 28 dorpen. De zetel van de gemeente is in het dorp Raków.

## Demografie
Stand op 30 juni 2004:
| Omschrijving                   | Totaal | Totaal | Vrouwen | Vrouwen | Mannen | Mannen |
| ------------------------------ | ------ | ------ | ------- | ------- | ------ | ------ |
| eenheid                        | aantal | %      | aantal  | %       | aantal | %      |
| inwoners                       | 5824   | 100    | 2847    | 48,9    | 2977   | 51,1   |
| bevolkingsdichtheid (inw./km²) | 30,5   | 30,5   | 14,9    | 14,9    | 15,6   | 15,6   |

In 2002 bedroeg het gemiddelde inkomen per inwoner 1371,63 zł.

## Plaatsen
Bardo •
Celiny •
Chańcza •
Drogowle •
Dębno •
Głuchów-Lasy •
Jamno •
Korzenno •
Koziel •
Lipiny •
Mędrów •
Nowa Huta •
Ociesęki •
Papiernia •
Pułaczów •
Pągowiec •
Radostów •
Raków •
Rakówka •
Rembów •
Smyków •
Stary Głuchów •
Szumsko •
Szumsko-Kolonie •
Wola Wąkopna •
Wólka Pokłonna •
Zalesie •
Życiny